# 亞歷山大症
亞歷山大症（英語：Alexander disease）是一種緩慢惡化但致命的神經退行性疾病，屬於非常罕見的疾病。本症起因於基因突變，主要影響嬰幼兒和兒童，造成發育遲緩和身體特徵的變化。

## 臨床特點
部份生理、心理及行為的發展出現遲緩，可能有大頭症（macrocephaly，亦作「巨头症」，一種頭部逐步脹大的病變）、腦癇、痙攣，在某些情況下還可能會出現腦積水或失智（癡呆）。

## 病理學
亞歷山大病是一種遺傳性疾病，會影響中樞神經系統（中腦和小腦）。
它是一種與膠質纖維酸性蛋白（GFAP）相對應的染色體17q21段的基因突變。這種病是一種顯性遺傳代谢性疾病，所以若孩子的父母帶有這個基因突變，他們的子女會有一半機會遺傳這種病。
亞歷山大症屬於腦白質失養症（Leukodystrophy）的一種類型：「腦白質失養症」又名「腦白質營養不良」，但這病症跟營養不良無關，而是指一組白质脱髓鞘性病变，會影響髓鞘發育或生長。亞歷山大症患者會由於脂肪酸代谢障碍，令极长链脂肪酸在脑白质异常积累，使腦白質被破壞，並形成一種纖維狀的嗜酸性粒細胞沉積，稱為羅森塔爾纖維（Rosenthal fiber）。這一種羅森塔爾纖維並不存在於健全人士，只會在某些特定的病症，例如一些癌症的患者身上出現，分別只在於羅森塔爾纖維在亞歷山大症患者身上出現的位置與其他病變患者並不相同。
根據亞歷山大症患者的計算機斷層掃描（CT）顯示：
- 患者的腦白質密度較低；
- 腦額葉佔主導性；
- +/- 側腦室擴張

## 治療
亞歷山大症目前還沒有根治的方法，或標準治療過程。同種異體骨髓移植曾在一名七個月大的患病女嬰身上嘗試，但對她的病情未有改善。

## 預後
預後一般較差。對於發病時間較早的病例，病人通常在病徵出現之後10年內死亡。通常情況下，發病時間越晚，病者的病發時期亦越慢。

## 外部連結
- 美國國家衛生研究院/威斯康星大學有關GeneReviews/NCBI/NIH/UW 亞歷山大症（页面存档备份，存于）的條目內容
- OMIM有關亞歷山大症的條目內容